# Crotalaria mauensis
Crotalaria mauensis är en ärtväxtart som beskrevs av Baker f.. Crotalaria mauensis ingår i släktet sunnhampor, och familjen ärtväxter. Inga underarter finns listade i Catalogue of Life.